# Igersheim
Igersheim (ⓘ) ist eine Gemeinde an der Tauber, gelegen im Main-Tauber-Kreis im fränkisch geprägten Nordosten Baden-Württembergs.

## Geographie

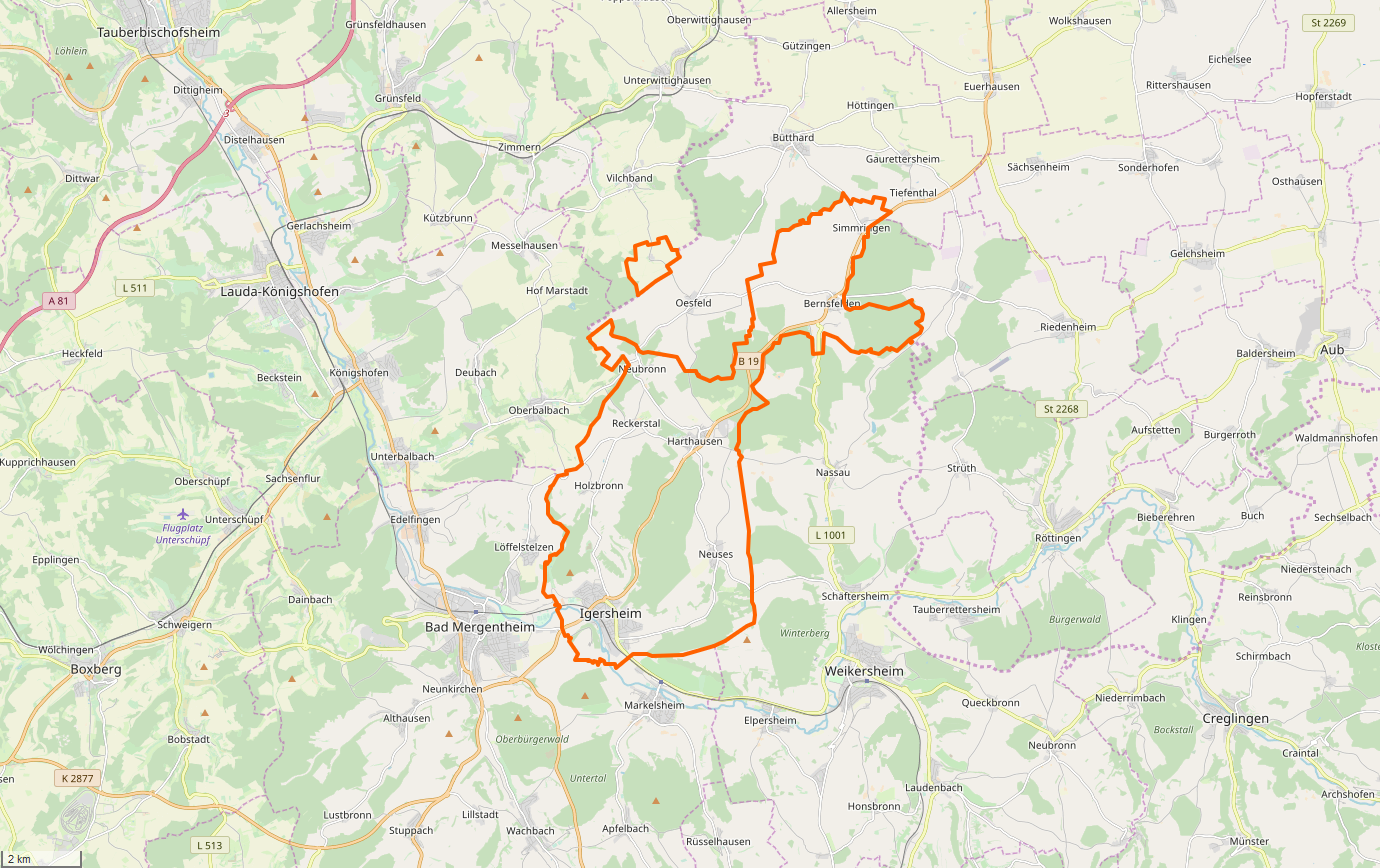
Gemarkung und Lage der Gemeinde Igersheim

### Gemeindegliederung
Zu Igersheim gehören 14 Dörfer, Weiler, Höfe und Häuser. Darunter befinden sich neben dem Hauptort Igersheim die ehemals selbstständigen Gemeinden und heutigen Ortsteile Bernsfelden (233 Einwohner), Harthausen (530 Einwohner), Neuses (271 Einwohner) und Simmringen (61 Einwohner).
- Zur ehemaligen Gemeinde Bernsfelden gehören das Dorf Bernsfelden (⊙), die Weiler Bowiesen (Exklave; ⊙) und Hagenhof (⊙), der Wohnplatz Ziegelhütte (⊙) sowie die abgegangenen Ortschaften Dächsenheim, Rötelsee, Schönbronn und möglicherweise Tückelhauser.
- Zur ehemaligen Gemeinde Harthausen gehören das Dorf Harthausen (⊙) und die Weiler Neubronn (⊙) und Reckerstal (⊙) sowie die abgegangenen Ortschaften Ritter(s)hof und Wüstenneussig.
- Zur Gemeinde Igersheim vor der Gemeindereform in den 1970er Jahren gehören das Dorf Igersheim (⊙), die Weiler Holzbronn (⊙) und Reisfeld (⊙), das Gehöft Staatsdomäne Neuhaus (⊙) und die Wohnplätze Erlenbach (⊙) und Taubermühle (⊙) sowie die abgegangene Ortschaft Goldbach.
- Zur ehemaligen Gemeinde Neuses gehört das Dorf Neuses (⊙).
- Zur ehemaligen Gemeinde Simmringen gehört das Dorf Simmringen (⊙).

### Schutzgebiete
In Igersheim gibt es ein Europäisches Vogelschutzgebiet, ein Landschafts- und drei Naturschutzgebiete:
- Europäisches Vogelschutzgebiet Wiesenweihe Taubergrund; seit 2007.[5]
- Landschaftsschutzgebiet Igersheim: 497,4 ha; Gemarkungen Bad Mergentheim und Igersheim; seit 1979.
- Naturschutzgebiet Altenberg: 87,0 ha; Gemeinde Igersheim, Gemarkung Igersheim
- Naturschutzgebiet Lindach: 16,3 ha; Gemeinde Igersheim, Gemarkung Bernsfelden
- Naturschutzgebiet Neuhaus: 79,4 ha; Gemarkungen Bad Mergentheim und Igersheim

Das FFH-Gebiet Westlicher Taubergrund liegt teilweise auf der Gemarkung von Igersheim. Daneben gibt es auf dem Gebiet der Gemeinde Igersheim insgesamt zehn als Naturdenkmal geschützte Objekte.
Daneben liegen noch zwei Wasserschutzgebiete im Gebiet der Gemeinde Igersheim.

### Flächenaufteilung
Nach Daten des Statistischen Landesamtes, Stand 2014.

## Geschichte

### Mittelalter
Erstmals wurde Igersheim 1090 urkundlich erwähnt. Während der Zeit der Stammesherzogtümer lag Igersheim im Herzogtum Franken. 1431 fiel der Ort an den Deutschen Orden, wo er zur Deutschordensballei Franken und zum Amt Neuhaus gehörte.

### Neuzeit
1809 kam Igersheim im Rahmen der Säkularisation des Meistertums Mergentheim zum Königreich Württemberg. Dort gehörte es zum Oberamt Mergentheim. Nachdem 1906 der gesamte Rebenbestand durch die Peronospora vernichtet wurde, musste der Weinbau eingestellt werden. Bei der Kreisreform während der NS-Zeit in Württemberg gelangte Igersheim 1938 zum Landkreis Mergentheim. 1945 fiel der Ort in die Amerikanische Besatzungszone und gehörte somit zum neu gegründeten Land Württemberg-Baden, das 1952 im jetzigen Bundesland Baden-Württemberg aufging. Am 1. Januar 1972 wurden Bernsfelden, Harthausen, Neuses und Simmringen eingemeindet. Durch die Kreisreform in Baden-Württemberg gelangte Igersheim 1973 zum Tauberkreis, dem heutigen Main-Tauber-Kreis. In den folgenden Jahrzehnten entwickelte sich Igersheim von einer hauptsächlich landwirtschaftlich geprägten Gemeinde zu einem Wohn- und Gewerbestandort.

### Einwohnerentwicklung
Die Gesamtbevölkerung der Ortsteile der Gemeinde Igersheim entwickelte sich wie folgt:
| Jahr | Bevölkerung |
| ---- | ----------- |
| 1961 | 3135        |
| 1970 | 3858        |
| 1991 | 5014        |
| 1995 | 5457        |
| 2005 | 5709        |
| 2010 | 5653        |
| 2015 | 5543        |
| 2020 | 5523        |

Quellen: Gemeindeverzeichnis und Angaben des Statistischen Landesamtes

## Religionen

### Christentum
Aufgrund der Zugehörigkeit Igersheims zum Deutschen Orden ist der Ort auch heute noch vorwiegend römisch-katholisch geprägt. Neben den fünf katholischen Pfarrämtern gibt es heute auch eine evangelische Gemeinde.

### Jüdische Gemeinde Igersheim
In Igersheim bestand eine jüdische Gemeinde ab dem 16. Jahrhundert bis um 1900, danach als Filialgemeinde der jüdischen Gemeinde Markelsheim bis 1938. Im Jahre 1564 wurden erstmals Juden am Ort genannt. Ende November 1938 wurden die letzten fünf jüdischen Igersheimer über Stuttgart ins KZ Riga-Kaiserwald deportiert.

## Politik

### Gemeinderat
Der Gemeinderat in Igersheim wurde bis 2019 nach dem Verfahren der Unechten Teilortswahl gewählt. Dies garantierte den Ortsteilen eine festgelegte Anzahl von Sitzen. Inzwischen wurden die Unechte Teilortswahl abgeschafft. Der Gemeinderat besteht jetzt aus den 18 gewählten ehrenamtlichen Gemeinderäten und dem Bürgermeister als Vorsitzendem. Der Bürgermeister ist im Gemeinderat stimmberechtigt.
Die Kommunalwahl am 9. Juni 2024 führte zu folgendem Ergebnis:
| Parteien und Wählergemeinschaften | Parteien und Wählergemeinschaften           | % 2024  | Sitze 2024 | % 2019 | Sitze 2019 | Kommunalwahl 2024 %50403020100 46,82 %42,80 %10,39 %n. k. % FWCDUGrüneSPDGewinne und Verlusteim Vergleich zu 2019 %p 12 10 8 6 4 2 0 −2 −4 −6 −8−3,48 %p−0,70 %p+10,39 %p−6,2 %pFWCDUGrüneSPD |
| FBV                               | Freie Bürgervereinigung                     | 46,82   | 8          | 50,3   | 10         | Kommunalwahl 2024 %50403020100 46,82 %42,80 %10,39 %n. k. % FWCDUGrüneSPDGewinne und Verlusteim Vergleich zu 2019 %p 12 10 8 6 4 2 0 −2 −4 −6 −8−3,48 %p−0,70 %p+10,39 %p−6,2 %pFWCDUGrüneSPD |
| CDU                               | Christlich Demokratische Union Deutschlands | 42,80   | 8          | 43,5   | 8          | Kommunalwahl 2024 %50403020100 46,82 %42,80 %10,39 %n. k. % FWCDUGrüneSPDGewinne und Verlusteim Vergleich zu 2019 %p 12 10 8 6 4 2 0 −2 −4 −6 −8−3,48 %p−0,70 %p+10,39 %p−6,2 %pFWCDUGrüneSPD |
| Grüne                             | Bündnis 90/Die Grünen                       | 10,39   | 2          | –      | –          | Kommunalwahl 2024 %50403020100 46,82 %42,80 %10,39 %n. k. % FWCDUGrüneSPDGewinne und Verlusteim Vergleich zu 2019 %p 12 10 8 6 4 2 0 −2 −4 −6 −8−3,48 %p−0,70 %p+10,39 %p−6,2 %pFWCDUGrüneSPD |
| SPD                               | Sozialdemokratische Partei Deutschlands     | –       | –          | 6,2    | 1          | Kommunalwahl 2024 %50403020100 46,82 %42,80 %10,39 %n. k. % FWCDUGrüneSPDGewinne und Verlusteim Vergleich zu 2019 %p 12 10 8 6 4 2 0 −2 −4 −6 −8−3,48 %p−0,70 %p+10,39 %p−6,2 %pFWCDUGrüneSPD |
| gesamt                            | gesamt                                      | 100,0   | 18         | 100,0  | 19         | Kommunalwahl 2024 %50403020100 46,82 %42,80 %10,39 %n. k. % FWCDUGrüneSPDGewinne und Verlusteim Vergleich zu 2019 %p 12 10 8 6 4 2 0 −2 −4 −6 −8−3,48 %p−0,70 %p+10,39 %p−6,2 %pFWCDUGrüneSPD |
| Wahlbeteiligung                   | Wahlbeteiligung                             | 65,47 % | 65,47 %    | 63,9 % | 63,9 %     | Kommunalwahl 2024 %50403020100 46,82 %42,80 %10,39 %n. k. % FWCDUGrüneSPDGewinne und Verlusteim Vergleich zu 2019 %p 12 10 8 6 4 2 0 −2 −4 −6 −8−3,48 %p−0,70 %p+10,39 %p−6,2 %pFWCDUGrüneSPD |

### Bürgermeister

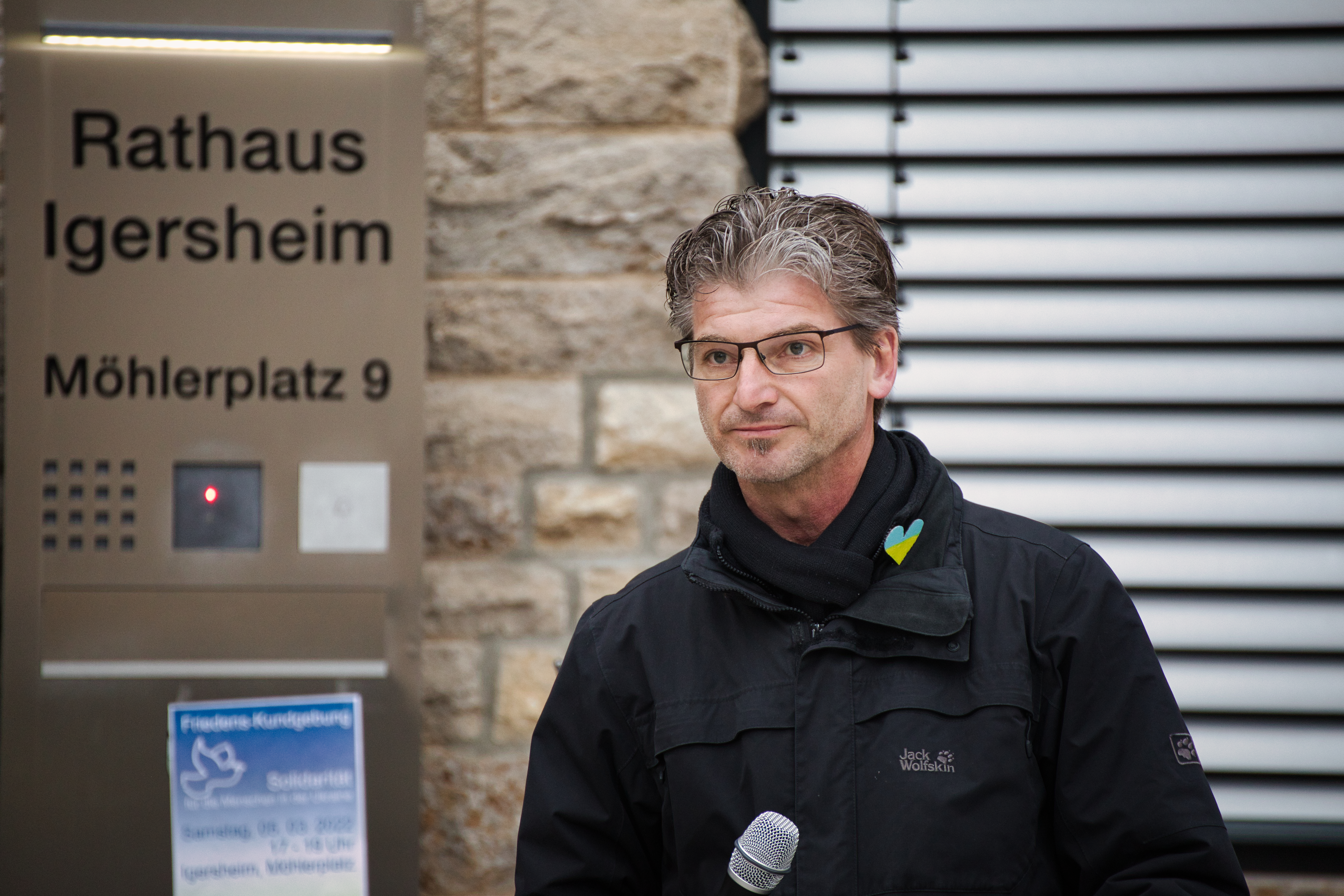
Bürgermeister Frank Menikheim auf einer Solidaritätsveranstaltung für die Menschen in der Ukraine, März 2022

Am 27. Januar 2008 wurde in Igersheim ein neuer Bürgermeister gewählt; Amtsinhaber Manfred Schaffert war nach 24 Jahren Amtszeit nicht mehr zur Wahl angetreten. Frank Menikheim wurde im ersten Wahlgang mit 58,1 Prozent der Stimmen zum Bürgermeister gewählt und am 14. März 2008 in sein Amt eingeführt. Menikheim wurde am 26. Januar 2016 mit 85,1 Prozent der Stimmen und am 28. Januar 2024 mit 80,2 Prozent der Stimmen wiedergewählt.
Siehe auch: Liste der Bürgermeister der Gemeinde Igersheim

### Wappen
Das Wappen wurde am 19. Oktober 1537 von Walther von Cronberg verliehen. Im Jahre 1950 wurde es vom damaligen württembergisch-badischen Innenministerium offiziell genehmigt. Die Wappenbeschreibung lautet: „Geteilt und oben gespalten; oben vorne in Silber ein durchgehendes schwarzes Kreuz; hinten von Silber und Rot geteilt, auf der Teilung zwei blaue Eisenhütchen; unten in Gold über einem grünen Dreiberg die Großbuchstaben I und G.“

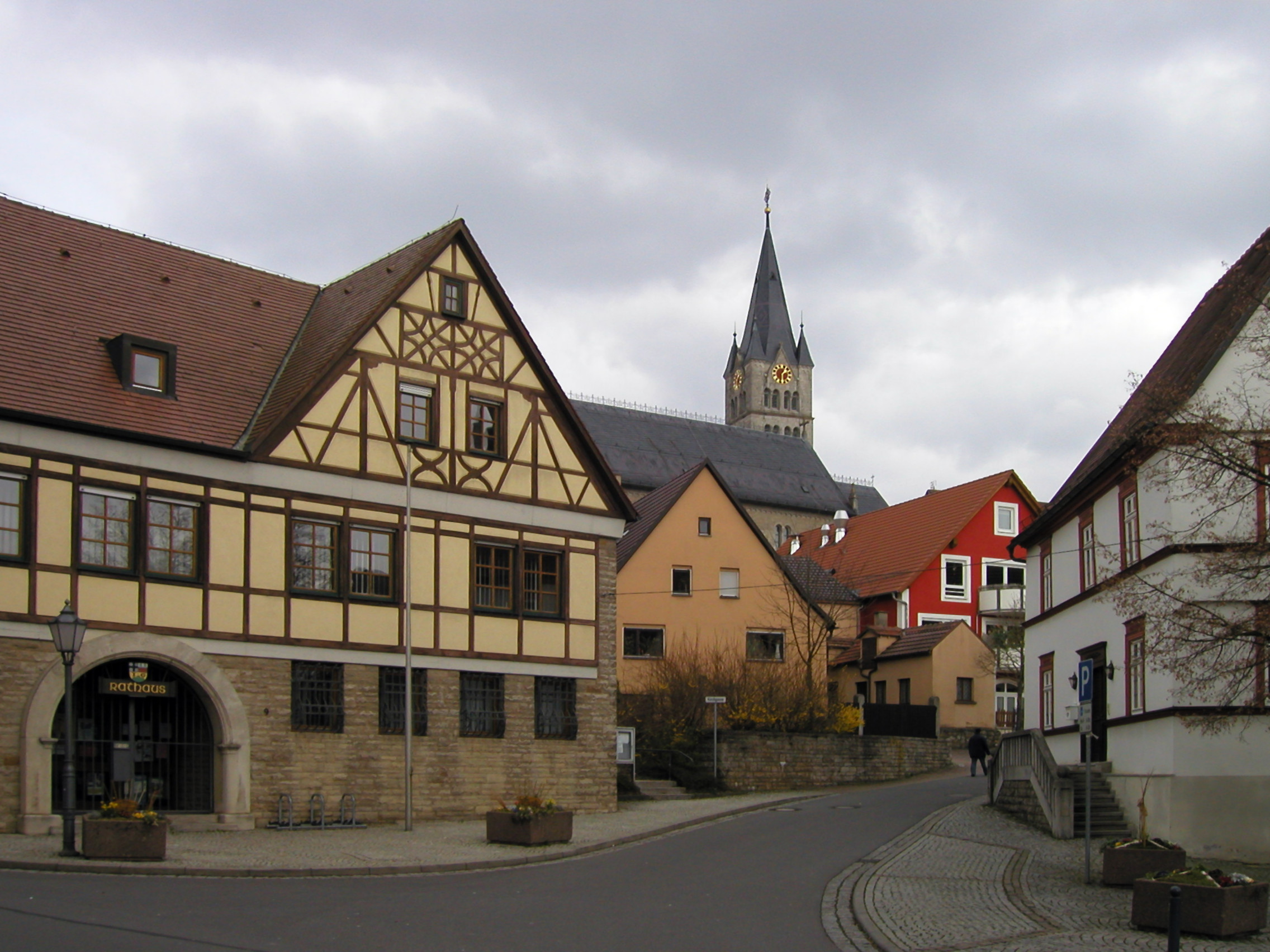
Rathaus und Kirche von Igersheim

Das schwarze Kreuz ist Wappen und Kennzeichen des Deutschen Ordens. Walther von Cronberg, der Verleiher des Igersheimer Wappens, war Hochmeister des Deutschen Ordens. Igersheim war bis 1809 unter der Herrschaft des Ordens. Die blauen Eisenhüte und das rote Feld sind dem Wappen der Familie von Cronberg entnommen. I und G weisen auf die Anfangsbuchstaben von IGersheim hin. Der grüne Dreiberg ist laut Wappenbrief von Walther von Cronberg Bestandteil des Wappens, weil Igersheim an drei Bergen liegt, die den Einwohnern „nicht wenig ersprießlich seien“.

### Verwaltungsgemeinschaft
Die Gemeinde Igersheim bildet mit der Stadt Bad Mergentheim und der Gemeinde Assamstadt zur gemeinsamen Erledigung ihrer Verwaltungsgeschäfte die vereinbarte Verwaltungsgemeinschaft Bad Mergentheim.

## Wirtschaft und Infrastruktur

### Verkehr
Igersheim ist durch den Haltepunkt Igersheim an der Bahnstrecke Crailsheim–Königshofen an das Eisenbahnnetz angebunden. Im Stundentakt verkehren die Züge Richtung Aschaffenburg und Crailsheim. Die Gemeinde gehört zur VerkehrsGesellschaft Main-Tauber mbH und damit zum Verkehrsverbund Rhein-Neckar.
Durch eine Alltagsroute aus dem Radnetz Baden-Württemberg ist Igersheim mit Bad Mergentheim und in der anderen Richtung über den Bad Mergentheimer Stadtteil Markelsheim und über Weikersheim, Niederstetten und Schrozberg mit Crailsheim verbunden.
Zudem bestehen touristische Radfernwege. Mehr dazu unter Tourismus.

### Ortsansässige Unternehmen
Die Wittenstein SE, ein Hersteller von Planetengetrieben, ist in Igersheim ansässig.

### Bildung
Mit der Johann-Adam-Möhler-Schule verfügt Igersheim über eine Grundschule. Derzeit besuchen Kinder in 8 Schulklassen die Schule, die von 15 Lehrkräften betreut werden. Es gibt weiterhin sieben Kindertageseinrichtungen in der Gemeinde.

### Tourismus
Igersheim liegt an der Württemberger Weinstraße.
Der Taubertalradweg führt als Landes-Radfernweg auf seinem Weg von Rothenburg ob der Tauber nach Wertheim durch Igersheim. Er ist ein Teil der D-Route 9 (Weser - Romantische Straße). Außerdem führt der Württemberger Weinradweg durch die Gemeinde. Er führt von Rottenburg am Neckar nach Niederstetten.
Der Panoramaweg Taubertal und der etwa 180 Kilometer lange Jakobsweg Main-Taubertal führen ebenfalls durch Igersheim.

## Kultur und Sehenswürdigkeiten
Zu den Sehenswürdigkeiten zählen die Burgruine Neuhaus, das Johann-Adam-Möhler-Haus und die katholische Pfarrkirche St. Michael.

### Museen
Im Kulturhaus ist ein Heimatmuseum untergebracht.

### Brauchtum
Die Einwohner der Gemeinde bezeichnen sich im lokalen Dialekt als Igerschmer. Auch die Bezeichnung Kalrob, die sich von einer Steckrübenart herleitet, die nachweislich seit dem 15. Jahrhundert in Igersheim angebaut wird, ist gängig und im Taubertal bekannt. Die ortsansässige Fastnachtsgesellschaft hat sich danach den Namen Kalrobia Igersheim gegeben.

### Sport
Zu den wichtigsten Sportvereinen der Gemeinde Igersheim gehören der 1. FC Igersheim 1946 e. V. und der SV Harthausen. Im Spieljahr 2014/2015 wird der 1. FC Igersheim nach drei Jahren in der Kreisliga B wieder in der Fußball-Kreisliga A 3 Hohenlohe im Württembergischen Fußballverband antreten, während der SV Harthausen in der niederklassigen Kreisliga B 4 Hohenlohe startet. Ebenfalls von Bedeutung für das Vereinsleben ist der Schützenverein Igersheim 1925 e. V.

### Bauwerke und Baudenkmale

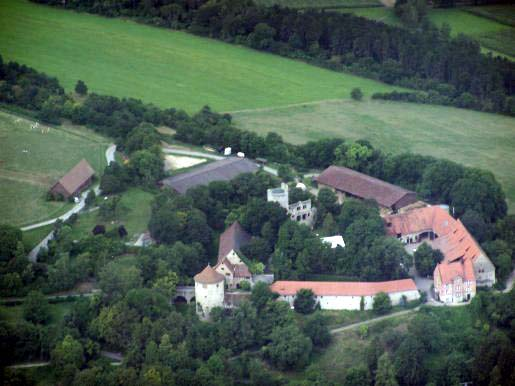
Burgruine Neuhaus

#### Burgruine Neuhaus
Die Burg wurde wahrscheinlich im 13. Jahrhundert errichtet (1281 erstmals urkundlich erwähnt). Sie befand sich im Besitz der Herren von Hohenlohe-Brauneck. Im Jahre 1320 kam sie als Lehen zum Bistum Würzburg und bildete mit den umliegenden Dörfern Althausen, Apfelbach, Bernsfelden, Harthausen, Igersheim, Markelsheim und Neuses das Deutschordensamt Neuhaus.
Während des Bauernkrieges und des Schmalkaldischen Krieges wurde die Burg zerstört und wieder aufgebaut. Von 1704 bis 1789 saß auf Neuhaus ein Amtmann (Justiz- und Verwaltungsbeamter) des Deutschen Ordens. 1789 verlegte dieser seinen Dienstsitz nach Igersheim. Ab 1792 wurde die Burg nach und nach abgebrochen.
Die Auflösung des Ordens durch Napoléon bedeutete gleichzeitig das Ende für das Deutschordensamt Neuhaus, zu dem Igersheim bis 1809 gehörte. Danach wurde die Burg Staatsbesitz und vom königlich-württembergischen Rentamt verwaltet.
Heute ist sie nur noch eine Ruine. Inzwischen wird dort vor allem Pferdezucht betrieben. Zudem findet eine Mittelaltergruppe für Schau- und Freikampf dort einen gemeinsamen Anlaufpunkt für ihr Training sowie für den Mittelaltermarkt Spectaculum et Gaudium, der jährlich im Sommer veranstaltet wird.

#### Johann-Adam-Möhler-Haus
Johann Adam Möhler ist die bekannteste aus Igersheim stammende Person. Er war einer der größten katholischen Kirchengeschichtler Deutschlands. Sein Geburtshaus befindet sich heute in Privatbesitz und ist in der Ortsmitte gelegen.

#### Katholische Pfarrkirche St. Michael
Die Kirche wurde 1878 bis 1880 anstelle einer zu klein gewordenen Vorgängerkirche erbaut. Sie wurde am 7. Juli 1881 geweiht.